# Synod w Epaone
Synod w Epaone – odbył się we wrześniu 517 r. w Epaone (lub Epao), koło obecnego Anneyron w Burgundii we Francji. Był jednym z trzech krajowych synodów, gromadzących biskupów państw, które składały się na Galię (współczesna Fancja). Synod ten obejmował biskupów zachodniego królestwa Burgundii. Pozostałe dwa synody to: Agde (506) dla ariańskiego królestwa Wizygotów i Orlean (511), dla królestwa Franków.
Synod odbył się na zaproszenie bpa Avitua z Vienne i zgromadził dwudziestu czterech biskupów ze wszystkich regionów królestwa. Na synodzie omawiano m.in. zasady przeciwdziałania arianizmowi. Zwiększono też liczbę stopni pokrewieństwa, w zgodzie ze starszym ustawodawstwem. Biskupi chcieli na przyszłość zapobiec przypadkom podobnym do związku królewskiego dostojnika, który poślubił siostrę swej zmarłej żony. Decyzja synodu doprowadziła ze strony króla do prób zdyscyplinowania biskupów, na co odpowiedzieli oni zdecydowaną deklaracją na pierwszym Synodzie w Lyonie (przed 523 r.), na którym jedenastu uczestników synodu w Epao było obecnych.
Synod precyzował także zasady odbywania pokuty po grzechu śmiertelnym. Np. w kanonie 22 synod polecił, by kapłana lub diakona, który popełnił grzech śmiertelny zwolnić z jego obowiązków i zamknąć w klasztorze, gdzie mógł uczestniczyć w Eucharystii jedynie jako świecki. Kanon 3 ustalił, że ci, którzy byli w stanie pokutnym nie mogli być dopuszczeni do stanu duchownego. Kanon 29 mówi o tym, że apostaci mają opuścić zgromadzenie razem z katechumenami przed rozpoczęciem Eucharystii. Świadczy to prawdopodobnie o tym, że w Kościele starożytnym jedynie ta grupa pokutników nie mogła być obecna podczas sprawowania liturgii Eucharystii. Do komunii jednak nie był dopuszczony nikt, kto należał do stanu pokutników – aż do dnia, w którym biskup pojednał go ze wspólnotą Kościoła.